# スティーヴ・フォン・ベルゲン
スティーヴ・フォン・ベルゲン（Steve von Bergen、1983年6月10日 - ）は、スイス・ヌーシャテル出身の元サッカー選手。現役時代のポジションはDF (CB)。

## 経歴
FCオトリヴの下部組織を経て、1996年にヌーシャテル・ザマックスの下部組織に加入。2005年にリュシアン・ファーヴル率いるFCチューリッヒに加入し、2年連続でリーグ制覇に貢献。2006-2007シーズンから恩師ファーヴルとともにドイツのヘルタ・ベルリンへ加入。
2010年8月4日、チームの2部降格にともない、セリエAに昇格したACチェゼーナへ加入。DFの柱としてチームの残留に貢献するなど活躍した。
チェゼーナのセリエB降格に伴い2012年7月1日に一旦ジェノアCFCに完全移籍するが、8月22日にアレクサンドロス・ツォルヴァスとのトレードでUSチッタ・ディ・パレルモに移籍した。パレルモではレギュラーとして殆ど全ての試合に出場、セリエA初得点も記録したがクラブは苦戦。2試合を残し、フォン・ベルゲンにとっては2季連続となるセリエB降格が決定した。その後、2013年6月19日に母国のBSCヤングボーイズへの完全移籍が発表された。
スイス代表としては2006年9月6日のコスタリカ戦で代表デビューした。2010年の南アフリカワールドカップのスイス代表メンバーにも選出され、スペイン戦では負傷したフィリップ・センデロスと交代で前半36分からプレーした。
2018-19シーズンをもって現役引退。

## 所属クラブ
- ヌーシャテル・ザマックス 2000-2005
- FCチューリッヒ 2005-2007
- ヘルタ・ベルリン 2007-2010
- ACチェゼーナ 2010-2012
- ジェノアCFC 2012
- USチッタ・ディ・パレルモ 2012-2013
- BSCヤングボーイズ 2013-2019

## 代表歴
- スイス代表
  - 2005年10月12日 - A代表初出場 - パナマ代表戦
  - 2010年 ワールドカップ （グループリーグ敗退）

### 出場大会
- - 2010 FIFAワールドカップ
  - 2014 FIFAワールドカップ

### 試合数
- 国際Aマッチ 50試合 0得点（2006年-2016年）[1]

| スイス代表 | 国際Aマッチ | 国際Aマッチ |
| 年         | 出場        | 得点        |
| ---------- | ----------- | ----------- |
| 2006       | 1           | 0           |
| 2007       | 3           | 0           |
| 2008       | 1           | 0           |
| 2009       | 4           | 0           |
| 2010       | 10          | 0           |
| 2011       | 6           | 0           |
| 2012       | 7           | 0           |
| 2013       | 7           | 0           |
| 2014       | 8           | 0           |
| 2015       | 2           | 0           |
| 2016       | 1           | 0           |
| 通算       | 50          | 0           |

## タイトル
BSCヤングボーイズ
- スーパーリーグ : 2017-18